# John Pule

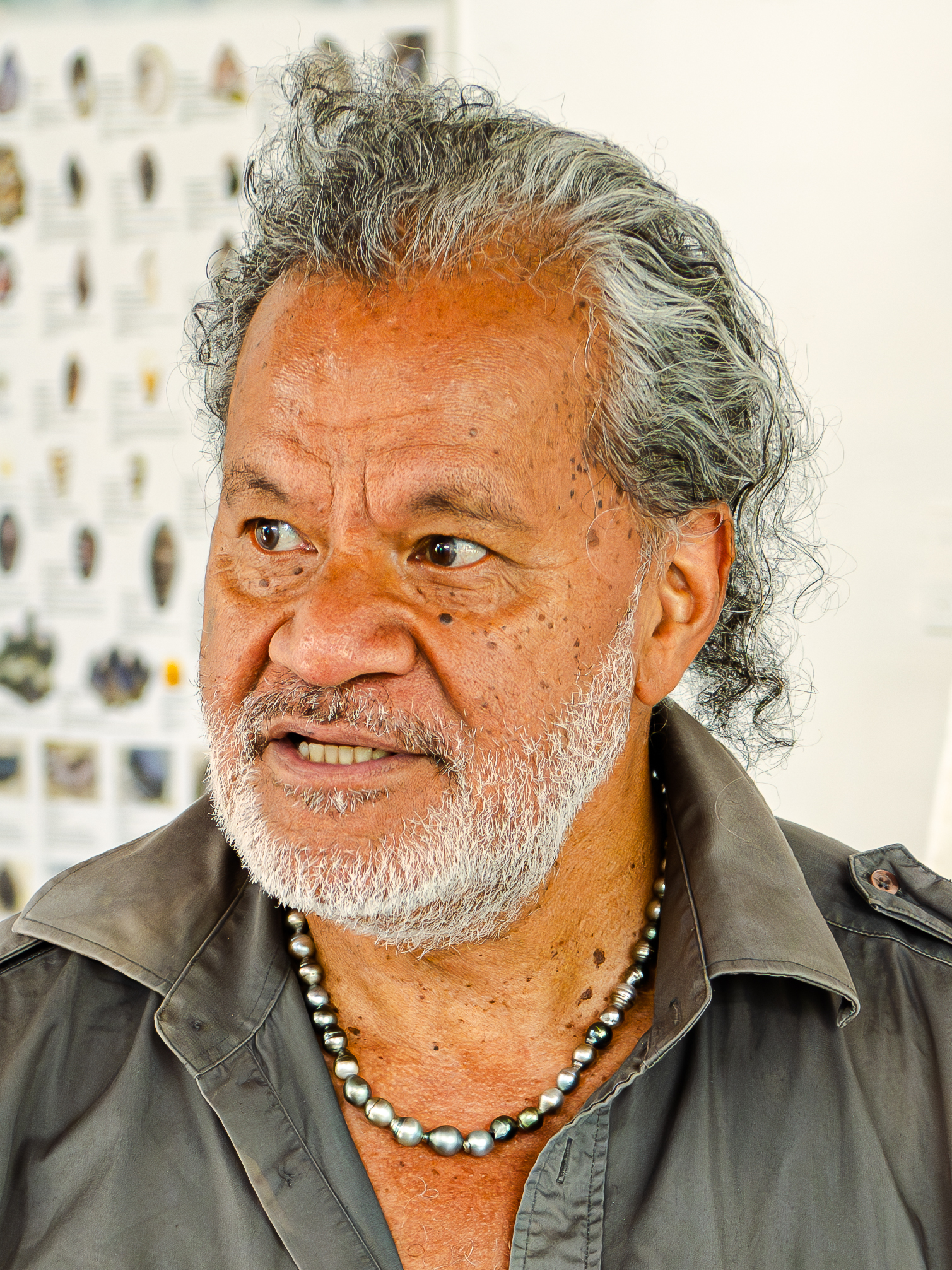
John Pule en 2024

John Puhiatau Pule (Liku, Niue, 1962) es un artista y escritor niuano.
Pule vive y trabaja en Auckland, Nueva Zelanda, escribe poesía y novelas y su arte incluye desde dibujos a películas y actuaciones. Su obra versa sobre la cosmología niuana, la cristiandad, las migraciones humanas o el colonialismo.

## Obra
- Sonnets to Van Gogh and Providence, 1982
- Flowers after the Sun, 1984
- Bond of Time , 1985.[2]
- The Shark that Ate the Sun (Ko E Mago Ne Kai E La),[4] 1992.
- Burn My Head in Heaven[5] (Tugi e ulu haaku he langi), 2000
- Restless people (Tagata kapakiloi), 2004.